# Schweinthal (Miesbach)
Schweinthal ist ein Gemeindeteil von Miesbach auf der Gemarkung Wies im oberbayerischen Landkreis Miesbach.

## Ortsbeschreibung
Schweinthal liegt 1,75 km südwestlich des Bahnhofsplatzes von Miesbach.

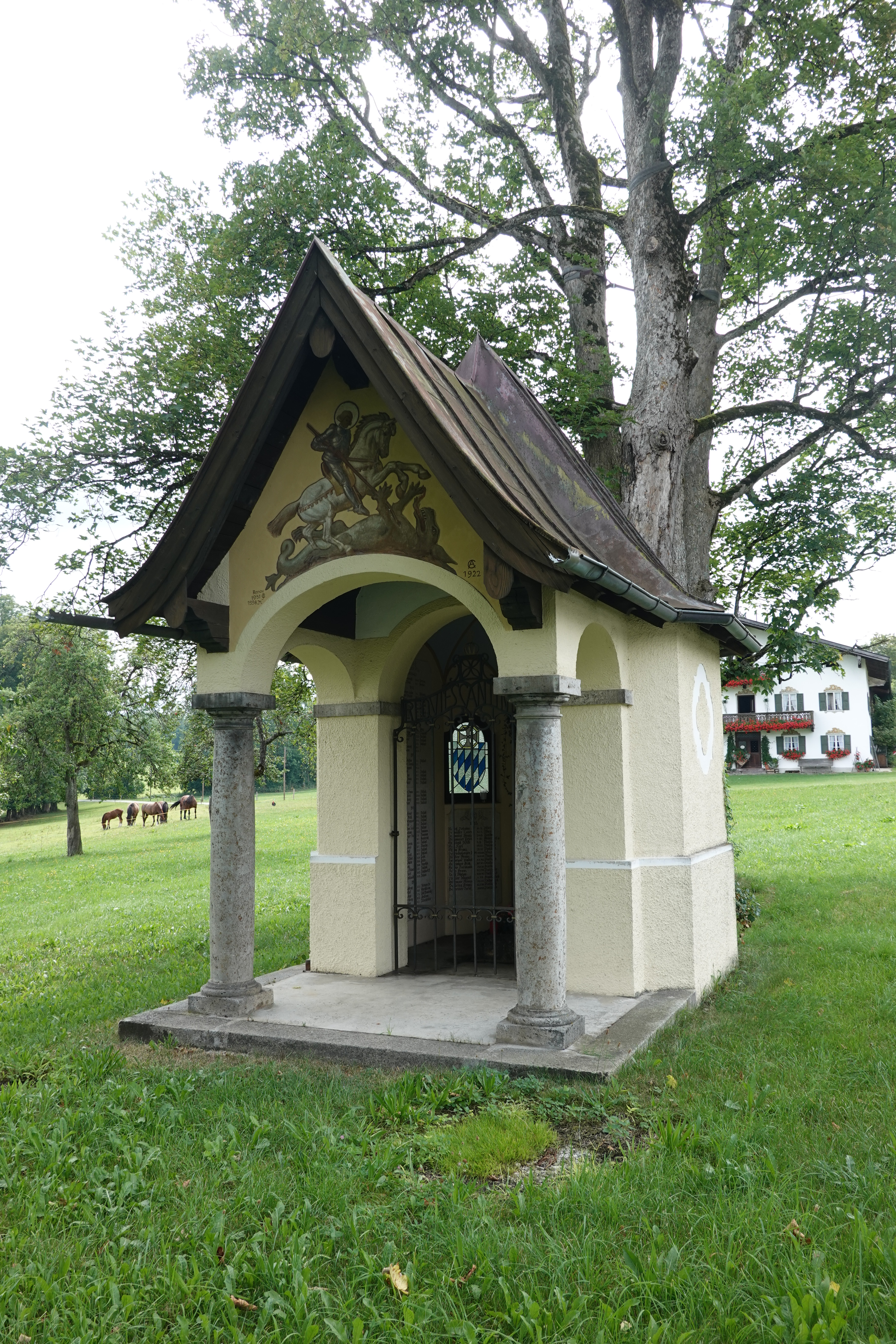
Kriegergedächtniskapelle, errichtet 1922

Die Kriegergedächtniskapelle von Schweinthal ist ein historisierender Putzbau mit Steildach und offenem Vorbau aus der Nachkriegszeit des Ersten Weltkriegs um 1922. Sie wurde 1978 nach Süden versetzt und ist in die Liste der Baudenkmäler in Miesbach eingetragen.

## Bevölkerungsentwicklung
Um 1887 lebten in Schweinthal 23 Einwohner. Im Mai 1987 gab es dort 30 Einwohner in vier Wohngebäuden, die in sechs Wohnungen aufgeteilt waren.

Schweinthal von Nordnordwesten

| Jahr      | 1871 | 1925 | 1950 | 1970 | 1987 |
| Einwohner | 23   | 31   | 51   | 45   | 30   |